# Antennas to Hell
Antennas to Hell er et opsamlingsalbum fra heavy metal-bandet Slipknot.